# 京戸川
京戸川（きょうどがわ）は、笛吹市一宮及び甲州市勝沼を流れる河川。一宮浅間神社付近で合流して、御手洗川となる。御手洗川はその後、日川に合流する。
扇状地の写真としてよくこの扇状地が取り上げられる｡

## 周辺
- 釈迦堂遺跡博物館
- 釈迦堂パーキングエリア
- 京戸川扇状地